# Marion Rosin

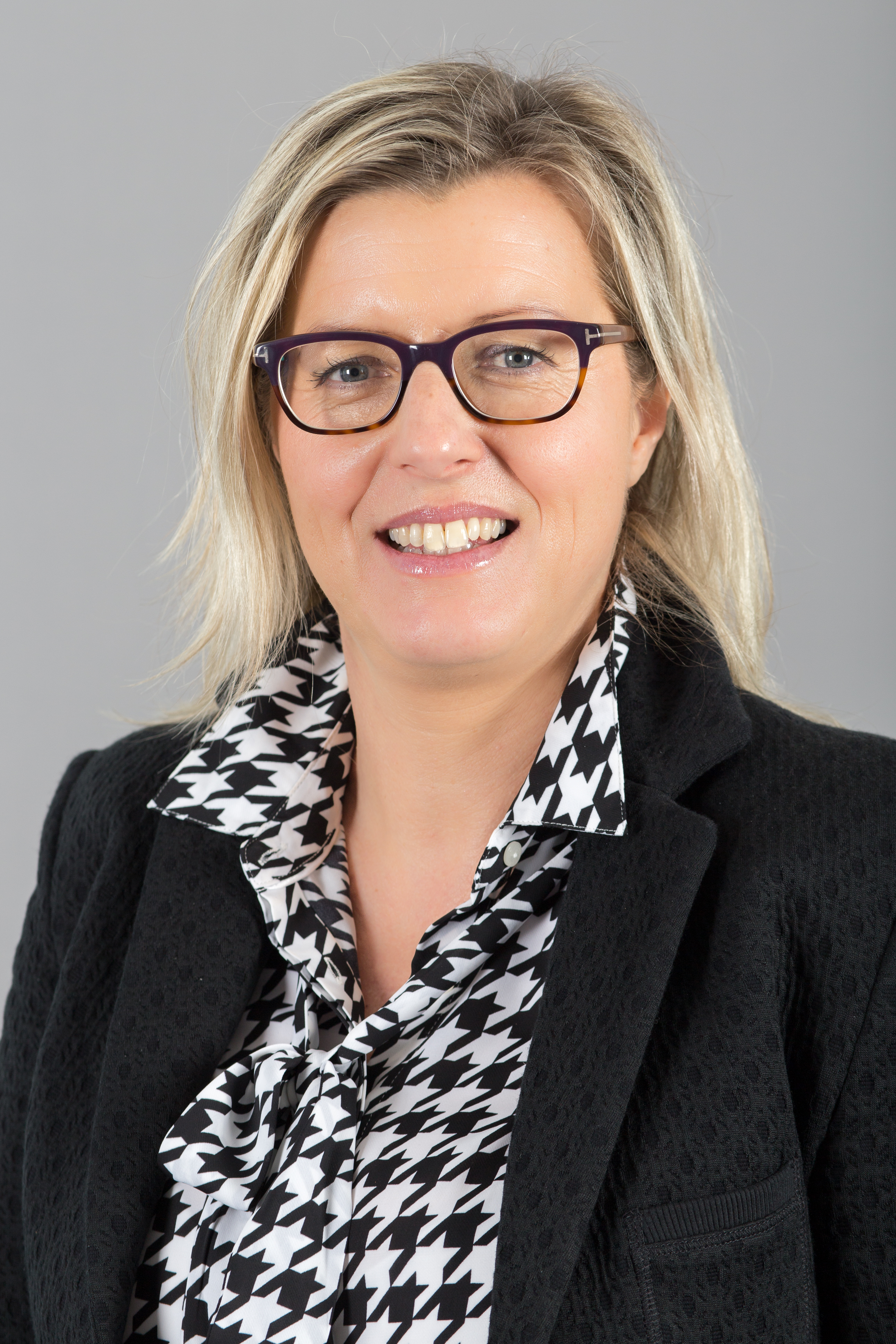
Marion Rosin (2024)

Marion Rosin (* 9. Juni 1969 in Jena) ist eine deutsche Pädagogin und Politikerin. Sie war von 2014 bis 2019 Mitglied des Thüringer Landtags, zunächst für die SPD; nach ihrem Fraktionswechsel dann von 2017 bis 2019 für die CDU. Seit 2024 ist sie erneut CDU-Abgeordnete.

## Beruflicher Werdegang
Marion Rosin besuchte von 1976 bis 1986 die POS „Bertolt Brecht“ in Camburg und legte 1988 das Abitur an der EOS „Johannes R. Becher“ in Jena ab. Im Anschluss arbeitete sie kurzzeitig als Erzieherin im Hort der POS Stiebritz/Jena. Sie studierte von 1989 bis 1991 am Institut für Lehrerbildung in Crossen an der Elster und schloss daran ein Studium an der Pädagogischen Hochschule in Erfurt an, das sie 1995 mit dem Ersten Staatsexamen für das Grundschullehramt für Sport und Deutsch beendete. Gleichenorts folgte ein Aufbaustudium für Erziehungswissenschaften, das sie 1997 als Diplom-Pädagogin mit den Schwerpunkten Erwachsenen-, Betriebs- und Umweltbildung abschloss.
Rosin absolvierte von Oktober 1997 bis Dezember 1998 ein Praktikum bei der Landesredaktion der Thüringer Allgemeinen in Erfurt und wurde dort zugleich als freie Mitarbeiterin beschäftigt. Von Januar bis Dezember 1999 arbeitete sie als Pressereferentin für die thüringische Landtagsfraktion der SPD. Von Januar 2000 bis Juli 2002 war sie Geschäftsführerin der Landesgeschäftsstelle der Naturfreundejugend Thüringen mit Sitz in Erfurt. Danach setzte sie ihre pädagogische Ausbildung fort. Von August 2002 bis August 2003 absolvierte sie den Vorbereitungsdienst für das Lehramt Grundschule und Sekundarstufe I am Staatlichen Studienseminar Saarbrücken und von September 2003 bis August 2004 den Vorbereitungsdienst in Thüringen am Staatlichen Studienseminar Erfurt.
Seit 2004 war Rosin als Grundschullehrerin im thüringischen Landesdienst beschäftigt. Von 2012 bis zur Mandatsannahme 2014 arbeitete sie als Schulleiterin der Staatlichen Grundschule „Geschwister Scholl“ in Arnstadt. Nach dem Mandatsverlust 2019 arbeitete sie erneut im Schuldienst, so war sie an der Staatlichen Grundschule „Karl Zink“ in Ilmenau Schulleiterin.

## Politischer Werdegang
Bei der Landtagswahl in Thüringen 2014 errang Rosin ein Mandat über die Landesliste der SPD Thüringen. Sie war SPD-Fraktionssprecherin für Bildung, Petition, Schulsport und Kirchenpolitik. Im Januar 2016 wurde sie zur Landesvorsitzenden der Arbeitsgemeinschaft für Bildung der Sozialdemokratie in Thüringen gewählt. Ende April 2017 trat sie aus der SPD aus und der CDU-Landtagsfraktion bei. Damit verkleinerte sich die Mehrheit der Regierung Ramelow auf einen Abgeordneten. Bei der Landtagswahl in Thüringen 2019 reichte der Listenplatz 12 auf der Landesliste der CDU nicht für ein erneutes Mandat. Bei der folgenden Landtagswahl 2024 zog sie über die CDU-Landesliste auf Listenplatz 9 erneut in den Thüringer Landtag ein.

## Privatleben
Rosin ist verheiratet mit Richard Dewes und hat zwei Kinder. Sie lebt in Bechstedt im Schwarzatal.